# 普里第聶伯羅夫斯凱 (扎波羅熱區)
47°57′36″N 35°5′19″E / 47.96000°N 35.08861°E
普里第聶伯羅夫斯凱（烏克蘭語：Придніпровське）是位於烏克蘭東南部的村莊，由扎波羅熱州扎波羅熱区的希羅凱市鎮負責管轄。該村始建於1943年，面積2.5平方公里，海拔高度67米，2001年人口79，人口密度每平方公里31.6人。